# Classe Navarin
La Classe Navarin est une série de 12 chalutiers armés français, en fait des patrouilleurs de type "Navarin" (nom du premier construit) construits sous supervision française au Canada par la "Canadian Car and Foundry Company" à Fort William (de nos jours c'est une partie de la ville de Thunder Bay) sur la rive ouest du Lac Supérieur vers la fin de la Première Guerre mondiale.

## La liste des 12 chalutiers armés de la "Classe Navarin"
Ces bateaux avaient près de 42 mètres de long. 
- le Navarin
- le Mantoue
- le Saint-Georges
- le Leoben
- le Palestro
- le Lutzen
- le Seneff
- le Malakoff
- le Bautzen
- le Sébastopol
- l' Inkerman
- le Cerisoles

(Tous portent le nom d'une victoire française (par exemple le Mantoue fait référence au Siège de Mantoue, le Leoben au Traité de Leoben, le Seneff à la bataille de Seneffe, le Cerisoles à la Bataille de Cerisoles, etc..) ; les trois derniers cités ont commencé à être construits en juin 1918)

## Le mystère de la disparition de l’Inkermanet duCerisoles
Le 23 novembre 1918 le Sébastopol, l' Inkerman et le Cerisoles appareillent de Fort William à destination de la France. Les deux derniers bateaux cités disparaissent mystérieusement pendant leur traversée du Lac Supérieur, probablement victimes d'une forte tempête qui sévit pendant la nuit, selon le témoignage du capitaine de vaisseau Leclerc, commandant du Sébastopol, dont le bateau fut aussi mis en difficulté.
Le Port-Arthur News Chronicle du 4 décembre 1918 et le Fort-William Daily Times Journal du lendemain évoquent la disparition des deux bateaux. 
Jamais aucune trace des deux bateaux disparus n'a été retrouvée en dépit des recherches effectuées, encore de nos jours, pour retrouver leurs épaves. L' Inkerman avait 38 membres d'équipage et le Cerisoles 37. Selon le The Duluth News Tribune, il s'agit de la plus grande catastrophe humaine jamais survenue sur le Lac Supérieur.